# Leśno Górne (jezioro)
Leśno Górne (kaszb. Jezoro Lesno) – przepływowe jezioro rynnowe w Polsce, położone w województwie pomorskim, w powiecie chojnickim, w gminie Brusy, w mezoregionie Bory Tucholskie, na obszarze Zaborskiego Parku Krajobrazowego.

## Opis
Charakteryzuje się podmokłymi i zalesionymi brzegami. Leśno Górne zajmuje powierzchnię 44,2 ha.